# Michal Mazanec
Michal Mazanec (* 17. července 1951) je bývalý soudce, od října 2018 do prosince 2021 předseda Nejvyššího správního soudu ČR, předtím v letech 2003 až 2018 jeho místopředseda.

## Život
Vystudoval Právnickou fakultu UK v Praze. Po studiu se roku 1975 stal právním čekatelem prokuratury, před jmenováním soudcem pak od roku 1976 pracoval jako prokurátor na netrestním úseku všeobecného občansko-soudního dozoru a od roku 1990 jako ředitel právního a legislativního odboru Ministerstva kultury. V letech 1984 až 1989 byl členem KSČ.
V roce 1992 byl jmenován soudcem a působil na úseku správního soudnictví u tehdejšího republikového Nejvyššího soudu, po roce 1993 Vrchního soudu v Praze. Po zřízení Nejvyššího správního soudu v roce 2003 byl jmenován jeho místopředsedou. Na Nejvyšším správním soudě působil také jako předseda 8. senátu.
V letech 1990 až 1998 byl také členem komise pro správní právo Legislativní rady vlády a poté do roku 2002 byl členem Legislativní rady vlády; tím se stal znovu v květnu 2022. V letech 2006 až 2014 byl členem Vědecké rady Univerzity Karlovy. V roce 2008 se stal Právníkem roku v oboru správní právo.
V době před vznikem Nejvyššího správního soudu redigoval tzv. červenou sbírku – v té době jedinou českou sbírku soudních rozhodnutí ve správních věcech. Od roku 2003 se jako člen redakční rady podílel na vydávání Sbírky rozhodnutí Nejvyššího správního soudu. Je také spoluautorem institucionální, kompetenční a procesní úpravy reformy správního soudnictví, včetně osnovy soudního řádu správního a doprovodných zákonů.
V letech 2003–2021 byl rovněž členem zvláštního senátu zřízeného podle zákona č. 131/2002 Sb., jehož se stal prvním předsedou. Zvláštní senát zřízený podle zákona č. 131/2002 Sb., o rozhodování některých kompetenčních sporů, rozhoduje kladné a záporné kompetenční spory o pravomoc nebo věcnou příslušnost mezi soudy a ostatními orgány veřejné moci, resp. mezi soudy v občanském soudním řízení a správním soudnictví.
Prezident Miloš Zeman dne 21. srpna 2018 oznámil, že jej jmenuje předsedou Nejvyššího správního soudu ČR. Jmenování proběhlo na Pražském hradě dne 18. září, a to s účinností od 1. října 2018. Michalu Mazancovi v souladu se zákonem zanikla funkce soudce k 31. prosinci 2021, tedy koncem roku, ve kterém dosáhl 70 let; tím mu automaticky zanikla též funkce předsedy NSS.